# Причерноморска низина
Причерноморската низина (на украински: Причорноморська низовина; на руски: Причерноморская низмеввость) е обширна низина в крайната югозападната част на Източноевропейската равнина, разположена в южните части на Украйна и Молдова.
Простира се на около 750 km покрай северните брегове на Черно и Азовско море от делтата на река Дунав на запад до долината на река Калмиус на изток. Ширината ѝ достига до 160 km. На югозапад под името Буджак преминава в Долнодунавската равнина, на северозапад е ограничена от Молдавските възвишения и Подолското възвишение, а на североизток от Приазовското възвишение. На север се свързана с Приднепровската низина, а на юг преминава на Кримския полуостров под името Кримска низина, ограничена на юг от Кримските планини. Надморската ѝ височина варира от 0 до 150 m.
Причерноморската низина е изградена от палеогенови и неогенови морски седименти (варовици, пясъци, глини), препокрити с льосови и льосовидни наслаги. От север на юг е пресечена от широките (със серия от няколко надзаливни тераси) долини на реките Днепър, Южен Буг, Днестър и др. Вододолите са предимно плоски с характерни блюдообразни безотточни понижения. Бреговата ивица е предимно стръмна, изпъстрена с оврази, дълбоко вдаващи се лимани (Днестровски, Днестровски и др.) и пясъчни коси. Преобладават степните ландшафти, заети от южни черноземни и тъмнокестеняви почви. В пределите на Причерноморската низина са разположени едни от най-големите градове на Украйна (Измаил, Белгород Днестровски, Одеса, Николаев, Херсон, Мелитопол, Бердянск, Мариупол и др.) и Молдова (Тираспол, Тигина и др.).